# 埃纳尔·萨尔斯泰因
埃纳尔·维尔纳·萨尔斯泰因（瑞典語：Einar Werner Sahlstein，1887年5月30日—1936年3月6日），芬兰男子体操运动员。他曾获得1908年夏季奥运会体操比赛男子团体全能铜牌。他也有从事田径运动。